# Katar a 2012. évi nyári olimpiai játékokon
Katar a nagy-britanniai Londonban megrendezett 2012. évi nyári olimpiai játékok egyik részt vevő nemzete volt. Az országot az olimpián 4 sportágban 12 sportoló képviselte, akik összesen 2 érmet szereztek.

## Érmesek
| Érem  | Versenyző          | Sportág       | Versenyszám      |
| ----- | ------------------ | ------------- | ---------------- |
| Bronz | Mutazz Ísza Barsim | Atlétika      | Férfi magasugrás |
| Bronz | Nászer el-Attija   | Sportlövészet | Férfi skeet      |

## Asztalitenisz
Női
| Versenyző | Versenyszám | Selejtező                               | 1. forduló        | 2. forduló        | 32-es főtábla     | Nyolcaddöntő      | Negyeddöntő       | Elődöntő          | Döntő             | Helyezés |
| Versenyző | Versenyszám | Ellenfél Eredmény                       | Ellenfél Eredmény | Ellenfél Eredmény | Ellenfél Eredmény | Ellenfél Eredmény | Ellenfél Eredmény | Ellenfél Eredmény | Ellenfél Eredmény | Helyezés |
| --------- | ----------- | --------------------------------------- | ----------------- | ----------------- | ----------------- | ----------------- | ----------------- | ----------------- | ----------------- | -------- |
| Ája Magdi | Egyes       | Mo Zhang (CAN) · 3–11, 7–11, 6–11, 3–11 | kiesett           | kiesett           | kiesett           | kiesett           | kiesett           | kiesett           | kiesett           | 65.      |

## Atlétika
Férfi
| Versenyző                   | Versenyszám | Előfutam | Előfutam | Előfutam | Elődöntő | Elődöntő | Elődöntő | Döntő   | Döntő    |
| Versenyző                   | Versenyszám | Idő      | Hely.    | Össz.    | Idő      | Hely.    | Össz.    | Idő     | Helyezés |
| --------------------------- | ----------- | -------- | -------- | -------- | -------- | -------- | -------- | ------- | -------- |
| Muszaab Abd er-Rahmán Balla | 800 m       | 1:46,37  | 2.       | 15.      | 1:47,52  | 7.       | 21.      | kiesett | kiesett  |
| Mohammad el-Karni           | 1500 m      | 3:36,99  | 5.       | 5.       | 3:36,78  | 9.       | 9.       | kiesett | kiesett  |
| Hamza ed-Driús              | 1500 m      | 3:39,67  | 2.       | 13.      | 3:49,40  | 11.      | 24.      | kiesett | kiesett  |
| Mohammed Abduh Bahít        | Maraton     |          |          |          |          |          |          | 2:25:17 | 68.      |

| Versenyző          | Versenyszám | Selejtező | Selejtező | Döntő    | Döntő    |
| Versenyző          | Versenyszám | Eredmény  | Helyezés  | Eredmény | Helyezés |
| ------------------ | ----------- | --------- | --------- | -------- | -------- |
| Mutazz Ísza Barsim | Magasugrás  | 226 cm    | 8.***     | 229 cm   | **       |

Női
| Versenyző    | Versenyszám | Selejtező     | Selejtező     | Selejtező     | Előfutam | Előfutam | Előfutam | Elődöntő | Elődöntő | Elődöntő | Döntő   | Döntő    |
| Versenyző    | Versenyszám | Idő           | Hely.         | Össz.         | Idő      | Hely.    | Össz.    | Idő      | Hely.    | Össz.    | Idő     | Helyezés |
| ------------ | ----------- | ------------- | ------------- | ------------- | -------- | -------- | -------- | -------- | -------- | -------- | ------- | -------- |
| Núr el-Málki | 100 m       | nem ért célba | nem ért célba | nem ért célba | kiesett  | kiesett  | kiesett  | kiesett  | kiesett  | kiesett  | kiesett | kiesett  |

** - két másik versenyzővel azonos eredményt ért el

*** - három másik versenyzővel azonos eredményt ért el

## Sportlövészet
Férfi
| Versenyző        | Versenyszám | Selejtező | Selejtező | Döntő   | Döntő    |
| Versenyző        | Versenyszám | Pont      | Helyezés  | Pont    | Helyezés |
| ---------------- | ----------- | --------- | --------- | ------- | -------- |
| Rásid el-Adzba   | Trap        | 121       | 10.       | kiesett | kiesett  |
| Rásid el-Adzba   | Dupla trap  | 136       | 7.        | kiesett | kiesett  |
| Nászer el-Attija | Skeet       | 121       | 4.        | 144     | *        |

Női
| Versenyző      | Versenyszám           | Selejtező | Selejtező | Döntő   | Döntő    |
| Versenyző      | Versenyszám           | Pont      | Helyezés  | Pont    | Helyezés |
| -------------- | --------------------- | --------- | --------- | ------- | -------- |
| Bahja el-Hamad | Légpuska              | 395       | 17.       | kiesett | kiesett  |
| Bahja el-Hamad | Sportpuska, összetett | 555       | 46.       | kiesett | kiesett  |

* - szétlövés után végzett a 3. helyen

## Úszás
Férfi
| Versenyző  | Versenyszám  | Előfutam | Előfutam | Előfutam | Elődöntő | Elődöntő | Elődöntő | Döntő   | Döntő    |
| Versenyző  | Versenyszám  | Idő      | Hely.    | Össz.    | Idő      | Hely.    | Össz.    | Idő     | Helyezés |
| ---------- | ------------ | -------- | -------- | -------- | -------- | -------- | -------- | ------- | -------- |
| Ahmed Gísz | 400 m vegyes | 5:21,30  | 5.       | 36.      | kiesett  | kiesett  | kiesett  | kiesett | kiesett  |

Női
| Versenyző | Versenyszám | Előfutam | Előfutam | Előfutam | Elődöntő | Elődöntő | Elődöntő | Döntő   | Döntő    |
| Versenyző | Versenyszám | Idő      | Hely.    | Össz.    | Idő      | Hely.    | Össz.    | Idő     | Helyezés |
| --------- | ----------- | -------- | -------- | -------- | -------- | -------- | -------- | ------- | -------- |
| Nada Vafa | 50 m gyors  | 30,89    | 4.       | 59.      | kiesett  | kiesett  | kiesett  | kiesett | kiesett  |